# Malaxis chiarae
Malaxis chiarae är en orkidéart som beskrevs av R.González, Lizb.Hern. och E.Ramírez. Malaxis chiarae ingår i släktet knottblomstersläktet, och familjen orkidéer. Inga underarter finns listade i Catalogue of Life.